# Bohain-en-Vermandois
Bohain-en-Vermandois je francouzská obec v departementu Aisne v regionu Hauts-de-France. V roce 2012 zde žilo 5 841 obyvatel. Je centrem kantonu Bohain-en-Vermandois.

## Poloha obce
Sousední obce jsou: Becquigny, Brancourt-le-Grand, Fresnoy-le-Grand, Prémont, Seboncourt a Vaux-Andigny.

## Vývoj počtu obyvatel
Počet obyvatel